# Auloserpusia miniaticeps
Auloserpusia miniaticeps är en insektsart som beskrevs av Willy Adolf Theodor Ramme 1929. Auloserpusia miniaticeps ingår i släktet Auloserpusia och familjen gräshoppor. Inga underarter finns listade i Catalogue of Life.